# زيورخ 4 و6
طوابع زيورخ 4 و6 هي الطوابع الأولى والوحيدة التي أصدرتها كانتون زيورخ السويسرية، وقد كانت أول طوابع بريدية تُصدر في أوروبا القارية، في الأول من مارس عام 1843. نُقش على كلا الطابعين اسم "زيورخ" في الأعلى. اشتقت تسمية زيورخ 4 وزيورخ 6 من القيمة الاسمية الرقمية السائدة في هذا الإصدار البريدي.
أصبحت سويسرا الدولة الثانية في العالم التي تصدر طوابعها الخاصة بعد المملكة المتحدة. لكن هذا الرأي مثير للجدل، وخاصة خارج المناطق الناطقة بالألمانية، لأن زيورخ لم تكن دولة بل كانتونًا ذا سيادة إلى حد كبير. ولهذا السبب، يُنظر أحيانًا إلى طابعي زيورخ 4 وزيورخ 6 على أنها إصدارات محلية فقط وليست إصدارات طوابع تابعة لخدمة بريدية حكومية.
وقد كان الطابع البالغة قيمته الاسمية 4 رابن يُكتب عليه أيضًا اسم "Local-Taxe" في الأسفل ويقصد بها "الضريبة المحلية"، إذ كان مخصصًا لدفع ثمن الرسائل المُرسلة داخل مدينة زيورخ، بينما كان الطابع البالغة قيمته الاسمية 6 رابن، والمكتوب عليه اسم "Cantonal-Taxe" ويقصد بها "الضريبة الكانتونية"، يُستخدم على الرسائل المُرسلة إلى أي مكان في كانتون زيورخ. بالنسبة للرسائل المسجلة، كان لا بد من دفع 10 رابن، والتي من الممكن أن تدفع قيمتها بسهولة بواسطة زيورخ 4 و زيورخ 6.
وفي ذلك الوقت، لم يكن هناك نظام بريدي موحد في كافة أنحاء سويسرا، بل كان كل كانتون مسؤول عن خدماته البريدية الخاصة. ولم تأسس خدمة بريد سويسرية منفصلة إلا في الأول من يناير عام 1849، حيث أصدرت طوابع بريدية عامة لكامل سويسرا اعتبارًا من عام 1850 فصاعدًا. حتى ذلك الحين، كانت مدينتا بازل وجنيف، بالإضافة إلى كانتون زيورخ، هي الوحيدة التي أصدرت طوابعها الخاصة. كان من الممكن الاستمرار في استخدام الطوابع الكانتونية حتى 30 سبتمبر 1854، وقد أصدر من أحد الطابعين 38,500 طابعا ومن الآخر حوالي 180,000 طابعا.
طبع هذا الطابع في دار أوريل فوسلي للطباعة والنشر وقد كان طباعة الطوابع غير المثقوبة باللون الأسود على ورق أبيض باستخدام تقنية الطباعة الحجرية في صحيفة أوراق مكونة من 100 طابع. وأصدرت طوابع البريد بالكامل بدون صمغ، وكانت تلصق على الأغلفة عند الحاجة لذلك.
تبلغ قيمة الطابع التقديرية الحالية حوالي 48,000 فرنك سويسري أو أكثر. وتنشأ قيمتها العالية لدى هواة جمع الطوابع من ناحية ندرتها ومن ناحية أخرى بسبب شعبيتها الكبيرة. والطابع يفتح مجالًا واسعًا للنشاط أمام المتخصص. يمكن لهذا التطبيق التمييز بين المطبوعات الأفقية والرأسية، وجمع خمسة أنواع مختلفة من كل طابع والبحث عن أخطاء الطباعة على الطوابع البريدية (Q2082934). تعد طوابع زيورخ 4 وزيورخ 6، إلى جانب طوابع جنيف المزدوجة وطوابع حمامة بازل، من بين الطوابع الأكثر شعبية بين هواة جمع الطوابع السويسريين.